# Effet Allais
Pour les articles homonymes, voir Allais.
L’effet Allais, aussi appelé anomalie d’Allais, est un possible phénomène physique qui est parfois observé lors d'éclipses solaires et qui est lié à des perturbations de mouvement de pendules ou autre instruments de mesure influencés par la gravitation. Il fut observé pour la première fois de façon fortuite par un collaborateur de l'économiste et physicien Maurice Allais lors de l'éclipse du 30 juin 1954, lors de mesures de l'azimut du plan d'oscillation d'un pendule paraconique.
Il n'existe pas de consensus de la communauté scientifique sur l'existence (ou la non-existence) du phénomène et sur son interprétation.

## L’expérience

### La démarche d'Allais
Dans le courant des années 1950, Maurice Allais s'intéresse à l'influence des champs gravifiques et magnétiques sur le mouvement d'un pendule de sa fabrication : le pendule paraconique. Au cours de ces expériences, il détecte des régularités inexpliquées de périodicité lunisolaire[Quoi ?] (24 h 50). En corroborant avec des mesures optiques de visées sur mire, il détecte des régularités de même périodicité.
Dans le cadre de ces observations, une déviation exceptionnelle du mouvement du pendule est détectée lors de l'éclipse solaire du 30 juin 1954. Quelques années plus tard, lors d'une éclipse solaire en juillet 1958, une perturbation similaire est observée. Cette anomalie est baptisée effet Allais. Maurice Allais l'a décrite dans les comptes rendus de l'Académie des sciences (CRAS).

### Études ultérieures
Les observations de l’effet Allais sont rares et plutôt contradictoires, non seulement à cause de la rareté de telles éclipses, mais aussi parce qu’aucun protocole d’expérimentation rigoureux n’aurait été respecté [réf. nécessaire].
Saxl et Allen (1970) ont tenté une approche différente de la même expérience, qui n’a jamais pu être retentée par la suite et reste donc non validée. Une expérience plus récente effectuée en Chine durant l’éclipse de 1997 semblait confirmer un effet Allais, mais l’expérience n’est guère concluante car le protocole n’exclut pas de nombreux biais. Des observations plus rigoureuses, en Zambie et en Australie entre 2001 et 2002 concluent également à des anomalies. Mais les expérimentateurs eux-mêmes se rangent du côté d’une explication par les phénomènes de mouvements de masses d’air, explication retenue sans ambiguïté par Tom van Flandern.
L'annonce de la vérification par la NASA de l'effet Allais attira fortement l'attention des médias. Mais alors que la NASA communiqua fortement avant l'éclipse du 11 août 1999 et immédiatement après, aucune analyse approfondie des résultats ne fut publiée.

## L’interprétation d’Allais

### L’hypothèse d’Allais
D’après Allais, les résultats d'anisotropies périodiques seraient dus à une propriété du vide, un éther, qui procurerait des propriétés anisotropiques à l’espace. Plus simple à réaliser qu’une expérience d’interférométrie, c’est vers cette vérification qu’il porte ses efforts. Il décrit ses hypothèses dans son livre, L'Anisotropie de l’Espace, publié en 1997.
Son hypothèse conduit à une vitesse de la lumière par rapport à l'observateur terrestre dépendante de la direction (puisque la Terre se déplace avec l'éther mais que la rotation de la Lune induit un « vent » de 8 km/s). Autrement dit, Allais récuse l’interprétation d’Einstein de l’expérience de Michelson-Morley.

### Les expériences de Miller
Maurice Allais a consulté les résultats des mesures de Michelson et Morley ainsi que les vérifications ultérieures de Dayton Miller, réalisées en 1925-1926 pendant une année au mont Wilson. Il en a personnellement conclu que :
- l’expérience de Michelson n'a pas donné une différence de vitesse nulle, mais au maximum de 8 km/s, sans que l'on puisse y détecter de régularité. Cette différence a donc été interprétée comme due aux incertitudes de mesure.
- Les expériences de Dayton C. Miller ont corroboré ces résultats, sur une longue durée, sans que toutefois Miller ne puisse expliquer la source des irrégularités. À l'époque, des problèmes de température ont été invoqués pour en expliquer la cause. En ré-analysant les données issues de cette expérience, Allais affirme lire une périodicité en utilisant le temps sidéral plutôt que le temps civil, tel qu'utilisé par Miller.
- En appliquant la loi de Titius-Bode au système Terre-Lune[9], qu'il généralise à l'éther, il calcule un « vent » de 7,95 km/s, ce qui est très comparable aux valeurs trouvées par l'expérience de Miller et de Michelson. Il en déduit donc que l'éther tourne de conserve avec les astres, comme l'imaginait Leibniz, et n'est pas fixe, comme le pensaient Lorentz en inventant sa célèbre transformation et la majorité des scientifiques de la fin du XIXe siècle imaginant que l'éther traversait la Terre de part en part, donc que la rotation de la terre autour du soleil devait entraîner une variation de 30 km/s.
- En conséquence, puisque le troisième postulat sur lequel est fondée la relativité restreinte est la constance de la vitesse de la lumière dans le vide, il ne considère pas celle-ci comme fondée.

Ces travaux n'ont pas fait l'objet de publications ou de citations dans des revues scientifiques internationales à comité de lecture, mais une partie a été publiée dans les CRAS. Trois ans auparavant, Maurice Allais avait publié un ouvrage à destination de la communauté scientifique sur le sujet, L'anisotropie de l'espace, avec pour but de présenter l'ensemble de ses travaux expérimentaux et analyses en physique.
Concernant l'expérience de Dayton Miller, les physiciens se sont depuis longtemps contentés de l'explication de Robert S. Shankland par les fluctuations de température. Maurice Allais présenta dans des revues et des conférences ses conclusions sur l'expérience de Miller, rejetant l'analyse de Shankland. Roger Balian, physicien au CEA, publia une note visant à réfuter les conclusions d'Allais. Le courrier des lecteurs de La Jaune et la Rouge fut également employé comme cadre du débat.
L'expérience de Miller avait fait parler d'elle à l'époque, mais rapidement d'autres expériences ont conforté la relativité et les physiciens se sont convaincus que l'expérience de Miller était pathologique (comme le montre la lettre d'André Metz à Einstein à ce sujet). Allais et ses partisans affirment que la contradiction apparente de l'expérience de Miller par les expériences ultérieures vient du fait que seule l'expérience de Miller était menée sur une période de révolution complète de la Terre autour du Soleil. Depuis lors, ceci a été fait avec un résultat conforme à la relativité restreinte dans la limite de précision des instruments, un million de fois supérieure à ceux de Miller.
Si l'effet Allais a été discuté par plusieurs physiciens (qui ont proposé des explications entrant dans le cadre de la physique conventionnelle), ses théories sur l'anisotropie de l'espace sont traitées comme anecdotiques par la communauté scientifique, comme en témoigne l'absence de citations et même de simple référencement sur les bases de données dédiées Astrophysics Data System (ADS) et SPIRES.

### Recherches sur l'anisotropie de l'espace
L'hypothèse d'une anisotropie de l'espace a été étudiée comme piste pour résoudre les problèmes actuels (début du XXIe siècle) de la cosmologie. Alan Kostelecky défend une « Extension du modèle standard » (Standard Model Extension) dans laquelle de nombreux paramètres variables décrivent les anisotropies de l'espace. Jusqu'à présent, tous les tests donnent des paramètres nuls dans les limites de précision des instruments.
Pour cela, l'hypothèse de variation de la vitesse de la lumière suivant la direction a été vérifiée très finement, et sur une période supérieure à un an. L'expérience montre que la variation de la vitesse de la lumière suivant la direction ne peut être supérieure à {\displaystyle 10^{-16}} en valeur relative (la valeur défendue par Allais est {\displaystyle 3\times 10^{-5}}).

### L'opposition d'Allais à Einstein
Maurice Allais, fervent admirateur d'Henri Poincaré (qui a fait les mêmes écoles que lui), fait partie de ceux qui affirment qu'Albert Einstein est un plagiaire (accusation s'inscrivant dans la large controverse sur la paternité de la relativité).  Il pense que Poincaré n'a pas vécu assez longtemps pour rejeter  l'erreur qu'il avait commise et fut influencé par une mauvaise interprétation de l'expérience de Michelson par les physiciens de l'époque,.
Jean-Marc Lévy-Leblond relève l'opposition entre les deux lauréats l'un du prix Nobel de physique, l'autre du prix de la Banque de Suède en sciences économiques en mémoire d'Alfred Nobel,. Leblond, ainsi qu'Alexandre Moatti dans le livre Einstein un siècle contre lui, pensent que certains opposants à Einstein sont motivés par une sorte de chauvinisme polytechnicien.

### Sources
- Maurice Allais, « Devons-nous reconsidérer les Lois de la Gravitation ? », Aero/Space Engineering 9, 46-55 (1959).
- Maurice Allais, « L’Effet Allais et mes expériences avec le Pendule 1954-1960 » (pour la NASA, 1999)
- Maurice Allais, « L’Anisotropie de l’Espace », Clement-Juglar, 1997, 800 pp.